# Jake Bongiovi
Jacob Hurley Bongiovi, més conegut com a Jake Bongiovi (Nova Jersey o Palm Beach, 7 de maig de 2002), és un actor estatunidenc destacable com el tercer fill de Jon Bon Jovi.

## Formació
Va estudiar la secundària a l'internat privat The Pennington School. El segon any, el 14 de març del 2018, ajudat d'un company de classe va organitzar-hi una protesta d'estudiants per haver passat un mes del tiroteig de Parkland. Se'n va graduar el 2020.
El febrer del 2020, va ser acceptat com a nou estudiant a la Universitat de Syracuse. Amb tot, solament hi va assistir el primer curs. Durant aquell període, a més, va fer d'entrenador de l'equip universitari de futbol americà.

## Carrera
S'espera que el seu debut a la pantalla gran sigui com a membre de l'elenc del film de comèdia romàntica Sweethearts, dirigit i coguionat per Jordan Weiss per a New Line Cinema. Acompanya Charlie Hall, Kiernan Shipka i Nico Hiraga, i interpreta el paper de Kellan. El rodatge va acabar l'agost del 2022 i va passar per Jersey City, Cranford i el Ramapo College de Mahwah, entre d'altres. El febrer del 2023, va ser anunciat com a part de la futura pel·lícula musical de Todd Tucker Rockbottom, juntament amb Tom Everett Scott, McKaley Miller i Teala Dunn, que segueix la trajectòria d'un grup de música fictici dels anys vuitanta de hair metal anomenat CougarSnake. Ell fa de Justin, un cantant potencial que ha de superar la por escènica.

## Vida personal
Manté una relació amorosa amb l'actriu britànica Millie Bobby Brown des del 2021. Van oficialitzar-ho a través d'Instagram amb una fotografia al London Eye el novembre d'aquell any quan ja corria el rumor. Van fer la seva primera aparició pública el març del 2022 a la gala dels Premis BAFTA. Més endavant, l'abril del 2023, van anunciar que s'havien compromès en publicacions als respectius comptes d'Instagram de cadascun.

## Filmografia
| Any        | Títol       | Paper  | Notes            |
| ---------- | ----------- | ------ | ---------------- |
| A anunciar | Sweethearts | Kellan | En postproducció |
| A anunciar | Rockbottom  | Justin | En producció     |